# 吉福内
吉福内（義大利語：Giffone），是意大利雷焦卡拉布里亚省的一个市镇。总面积14平方公里，人口2004人，人口密度143.1人/平方公里（2009年）。ISTAT代码为080037。